# Tchang Tchong Yen
Tchang Tchong Yen (en las ediciones en francés, Tchang Tchong-jen; en chino tradicional, 張仲仁; pinyin, Zhāng Zhòngrén), o simplemente Tchang, es un personaje ficticio de las historietas de la serie Las aventuras de Tintín, del dibujante belga Hergé, basado en Zhang Chongren, artista chino, amigo real del autor.
Aparentemente, es el primer amigo verdadero de Tintín. Éste le salvó de morir ahogado en una inundación durante el viaje a China en la aventura El Loto Azul. Un Tchang adolescente inicia a Tintín en el conocimiento de la cultura china, y al emprender su regreso a Europa, Tintín derrama algunas de las escasas lágrimas de su vida a causa de la separación.
A pesar de la misma, el contacto aparentemente se mantiene. En Tintín en el Tíbet, el protagonista recibe una carta de Tchang en la que anuncia su viaje a Europa. La inmensa alegría que la noticia le produce se ve truncada inmediatamente al saber que el avión de su amigo se ha estrellado en el Himalaya, y que al parecer no hay supervivientes. Convencido de que Tchang está vivo, contra toda evidencia, Tintín emprende un complicado viaje por el Tíbet para encontrarle, seguido a regañadientes por el capitán Haddock.
Las últimas noticias de Tchang aparecen en Las joyas de la Castafiore, en forma de carta procedente de Londres.

## Historia del personaje
En 1934, Hergé estaba a punto de empezar a trabajar en una historia que llevaría a Tintín a China. Hasta el momento, había tomado y reflejado una visión muy esterotipada y llena de clichés de los países que Tintín visitó: una Rusia de campesinos hambrientos y comisarios brutales, un Congo de aldeanos simplones y maleducados, una América de gánsters, cowboys e indios, y una India de faquires y maharajás. 
En el proceso de planificar su historia, Hergé fue contactado por el reverendo Gosset, capellán de los estudiantes chinos en la Universidad de Lovaina, quien le sugirió que hiciera alguna investigación real sobre la vida en China como era realmente. Hergé estuvo de acuerdo y Gosset le presentó a Zhang Chongren, un estudiante de la Academia Real de Bellas Artes en Bruselas.
Ambos hombres, de 27 años de edad, congeniaron y fraternizaron, y Hergé decidió incluir a su nuevo amigo en la historia. Zhang suministró y escribió gran parte del texto en chino para los carteles que aparecen en las viñetas del álbum y, al igual que su doble de ficción con Tintín, inició al dibujante en el conocimiento de la cultura china, contándole muchas cosas sobre ella, la historia y técnicas de dibujo. Hergé estaba entonces haciendo los bocetos de El Loto Azul, y Zhang le dará numerosas indicaciones que harán que el álbum esté lejos de los estereotipos europeos de la época sobre China (como el inevitable de la coleta) que Hergé había plasmado en sus primeras anotaciones. También le proporcionó una descripción detallada de la vida en China en los años 1930, que incluyó la ocupación de los territorios del este por los japoneses, los británicos, los americanos y otros poderes occidentales. La intervención de Zhang permite a Hergé burlarse de sí mismo mostrando a Hernández y Fernández intentando pasar despercibidos en China, ante las risas de los transeúntes, con un atuendo estereotipado de túnicas estampadas con dragones, sombreros con plumas y coleta: posiblemente no muy alejados de los que habrían aparecido en la obra de no haber mediado la crítica de Zhang. 
El resultado de sus encuentros fue El Loto Azul, publicado en 1936, que dejó una gran marca en el desarrollo de la serie de Tintín. A partir de ese momento, Hergé documentaría los temas de sus guiones a fondo. También cambió su actitud sobre la relación entre los habitantes nativos y extranjeros. Anteriormente, había reflejado una visión positiva del imperialismo en Tintín en el Congo (1930), mientras que en El Loto Azul criticó la ocupación japonesa de China y la corrupción de la policía y los hombres de negocios occidentales de Shanghái.

## Tchang y el Yeti
Tchang no volvió a ser nombrado en las historias hasta Tintín en el Tíbet, publicado más de 20 años después de El Loto Azul, en 1958. En esta historia, Tchang envía a Tintín una carta en la que anuncia su inminente traslado desde Hong Kong, donde había estado viviendo, hasta Londres para trabajar en una tienda de antigüedades propiedad de Wang. Sin embargo, la avioneta en la que viaja se estrella cuando sobrevolaba las montañas del Tíbet. Tchang sobrevive al desastre mientras todos sus pasajeros acompañantes perecen, y es rescatado por el yeti, la criatura mítica que se dice que habita en el Himalaya. El yeti cuida de Tchang, proporcionándole comida y refugio, pero cuando el rescate llega, se lleva a Tchang, débil y febril, lo más lejos posible.
Tintín está convencido de que Tchang no está muerto, después de verle en un sueño pidiendo ayuda. Contra toda lógica se dispone a encontrarlo, con la ayuda del reticente capitán Haddock quien, como casi todo el mundo, cree que Tchang ha fallecido. 
Eventualmente, Tintín y Haddock conseguirán encontrar a Tchang y sacarle de la cueva en la que estaba con el yeti. Aunque tiene que dejarle, Tchang le está muy agradecido al yeti por mantenerle con vida y le describe como un "pobre hombre de las nieves" en lugar de "abominable". Cuando Tintín se pregunta si alguna vez pudiera ser capturado, Tchang pone objeción a esto, diciendo que el yeti debería ser visto como un humano y no como un animal salvaje.
Tintín en el Tíbet fue quizás el trabajo personal más profundo de Hergé. Cuando lo escribió, no había visto al Zhang real desde hacía varias décadas.

## El auténtico Tchang
El personaje de Tchang está inspirado en el pintor y escultor chino Zhang Chongren (cuyo nombre, en la transcripción francesa de la época, es idéntico al del personaje de ficción). 
La influencia de Zhang Chongren en Tintín es muy grande y marca un antes y un después: el minucioso trabajo de documentación que caracterizará la obra de Hergé en adelante se debe a sus críticas al guion inicial de El Loto Azul, el primer álbum documentado, y también liberó a Hergé de buena parte de sus prejuicios eurocéntricos, ligados al medio burgués y ultracatólico en que se movía. El hecho de que Hergé creara un personaje y le diera el mismo nombre de su amigo real es revelador, ya que no lo había hecho antes ni lo hará después.
Hergé perdió el contacto con Zhang Chongren en 1937, cuando Japón invadió China, y no conseguirá restablecerlo hasta 1981, poco antes de su muerte, cuando Zhang, convertido después de muchas vicisitudes en un artista de prestigio en China —y conocido internacionalmente a través de su doble de historieta—, visita Francia invitado por el gobierno francés, ya que los medios franceses se las arreglaron para encontrarle en China y organizarle un viaje a Europa para que pudiera reunirse con Hergé. En 1985 Zhang recibió la ciudadanía francesa y se instaló en París para enseñar, donde murió en 1998.